# Filippo Re
Filippo Re   (Reggio de l’Emília, 20 de juliol de 1763 - Reggio de l’Emília, 26 de març de 1817) va ser un botànic italià.

## Biografia
Filippo estudià als jesuïtes a Ravenna i quan es va suprimir aquest orde religiós el 1773, va acabar els seus estudis a Reggio Emilia, on va obtenir el diploma en ciències matemàtiques el 1781. Es va dedicar, però, a l'estudi de la botànica.
El 1790 obtingué la càtedra d'agricultura al liceu reggiano. Va recollir un herbari amb 7.835 exemplars el qual es conserva al Musei Civici de Reggio Emilia. Del 1809 al 1814 coordinà una enquesta agrària del Regne d'Itàlia, publicada als Annali dell'Agricoltura del Regno d'Italia que ell mateix dirigia.
Durant molts anys va ser considerat com un dels màxims estudiosos de l'agricultura del seu temps. Morí de tifus.

### Obres
- Stirpes in horto fratrum Re Regii Lepidi hospitantes - s.i.t. 1798
- Elementi di economia campestre ad uso de' licei del Regno d'Italia del cav. Filippo Re - Milano, dalla tipografia di Francesco Sonzogno di Gio. Batt. stampatore e librajo, corsia de' Servi, n. 596, 1808
- Saggio sopra la storia dell'agricoltura reggiana - Milano, 1809
- Dei letami e delle altre sostanze adoperate in Italia per migliorare i terreni e del come profittarne - Mira, 1810
- Istruzione sul modo di coltivare il cotone - Milano, 1810
- Saggio sulla coltivazione e su gli usi del pomo di terra e specialmente come valga a migliorare i terreni - Milano, 1817
- Della maniera di leggere con profitto le opere di agricoltura: discorso - San Vito, Tip. Pascatti, 1842